# 天芥菜
天芥菜（学名：Heliotropium europaeum）为紫草科天芥菜属的植物，是中国的特有植物。分布于欧洲等地，目前已由人工引种栽培。